# РЕН ТВ
«РЕН ТВ» — российский федеральный телеканал. Был основан осенью 1991 года как телекомпания, которая производила телепередачи для Первой программы ЦТ/1-го канала Останкино/ОРТ, РТР и НТВ. 1 января 1997 года был запущен телеканал под брендом «REN-TV» (вначале в некоторых регионах вещал с логотипом «REN-TV НВС»). Основной акционер «РЕН ТВ» — «Национальная Медиа Группа» (82 %). Программы и сотрудники телеканала неоднократно становились лауреатами национальной телевизионной премии «ТЭФИ» и других профессиональных наград.
До смены руководства в 2011 году телеканал проводил чётко выраженную оппозиционную информационную политику. В настоящее время контент телеканала составляется из программ на тему альтернативной истории, теорий заговора и уфологии. В 2015 году телеканал получил «Антипремию за самый вредный лженаучный проект» Министерства образования и науки РФ за распространение лженаучной информации в течение 2014 года (отмечены документальные проекты). Мотивировочная часть награждения гласит: «Телеканал активно пропагандирует конспирологические теории и недоверие к науке. Безосновательные и выдуманные истории подаются под видом документалистики и популяризации науки, чем вводят в заблуждение зрителей».

## История

### Советский период

#### 1991 год. Основание телеканала, формирование штата
Рождение REN-TV следует связывать со временами путча, когда бывшая сотрудница Главной редакции кинопрограмм ЦТ СССР Ирена Лесневская и её сын Дмитрий приняли решение создать независимую производящую компанию. Регистрация компании под условным названием «ЛИС и С» («Лесневская Ирена Стефановна и сын») была назначена на 19 августа 1991 года, но из-за политических волнений в стране, а также существования фирмы с аналогичным названием («ЛИС’С» Сергея Лисовского), регистрация была отложена. Спустя две недели после путча были подготовлены новые документы с названием «REN» (регистрация 1 октября 1991 года).
Первыми программами REN-TV были «Астрологический прогноз» (13 ноября 1991 года, РТР) и праздничный проект «Ирония судьбы, или с Рождеством Христовым» (24 декабря 1991 года, Первый канал ЦТ). Эта же телекомпания в дальнейшем производила для отечественных телеканалов такие телепередачи, как «Чтобы помнили», «Конюшня Роста», «Мужской разговор Эльдара Рязанова с Борисом Ельциным», «Дог-шоу. Я и моя собака» и «Клуб „Белый попугай“». На момент основания телекомпании в её штате было всего 9 человек, через 10 лет число штатных сотрудников REN-TV достигло цифры в 500 человек.

### Постсоветский период
Весной 1996 года REN-TV стал основным акционером ЗАО «Акционерная компания „Акцепт“» — телекомпании, которой принадлежала лицензия на вещание на 49 ТВК в Москве (тогда на этой частоте вещал местный московский телеканал «М-49», запущенный 1 января 1994 года). В мае того же года производящая компания «REN-TV» начала работу над созданием собственного телеканала с тем же названием. Предполагалось, что эфир будет состоять из оригинальных программ собственного производства. О получении в собственное распоряжение 49-го канала Ирена и Дмитрий Лесневские рассказывали следующее:

Мы с Володей Молчановым были в Израиле. <…> И там меня разыскал человек, который сказал, что где-то читал в интервью, что я мечтаю о своём канале. Тут один человек, говорит, который сбежал из России, а когда-то работал в министерстве связи, прихватил с собой лицензию на себя, у него есть канал в Москве, но его мало кто видит — 49-й канал. <…> Мне устроили встречу с этим человеком, который сказал: «Вас-то я и ждал! Ко мне люди с мешками приезжают денег. Но я хотел бы отдать её не людям, которые бабки будут делать на этом, а производящей компании, чтобы был контент, чтобы было телевидение». Я говорю: «Так вы ещё и идейный!» Он: «Ну, я мечтаю всё-таки когда-нибудь вернуться в Россию». <…> Короче говоря, мы сошлись на какой-то сумме, на два-три года растянув оплату. Потом он каждый раз требовал все больше и больше, пока мы не послали его. Но заплатили ему всё, а он ещё претензии предъявлял, когда мы продали, — понял, что сделали из этого ноля конфету. Когда её захотел не только Кремль отобрать, но ещё и немцы зашли с деньгами. Он решил, что мы с ним не расплатились, что мы должны ему дать процент какой-то. Но это вообще было смешно. Он вообще ничего не вкладывал в это, кроме лицензии.
Ирена Лесневская

Есть четыре дециметровых канала, которые можно развивать: 31-й, 49-й, 51-й и 27-й. Любой может стать в Москве доступным для самой широкой аудитории, бесплатно, по той же схеме, по которой вводилось ТВ-6. Мы провели переговоры с 49-м. И в феврале нам удалось его купить. <…> Купили передатчик, маленький штат в десять человек и долги, которые тут же начали проплачивать. С этого момента началась для нас новая эпоха, переход от состояния амбициозной продюсерской компании к не менее амбициозной вещательной.
Дмитрий Лесневский

Сетка вещания телеканала «М-49» с этого же времени стала фактически представлять собой тестовое вещание будущего телеканала REN-TV и наполняться программами, ставшими его основой в первые три-четыре года существования. По замыслу создателей, REN-TV должен был стать интеллектуальным каналом, пространством для талантливых людей, которые не могут себя реализовать на существующих телеканалах. В данном «интеллектуальном» формате телеканал и осуществлял своё вещание в течение первых нескольких лет работы. Под началом Ирены Лесневской собрался весь цвет российской журналистики и культуры тех лет — Эльдар Рязанов, Юрий Рост, Григорий Горин, Булат Окуджава, Александр Ширвиндт, Юрий Никулин, Владимир Молчанов, Аркадий Арканов, Леонид Филатов.
Осенью 1996 года мэр Москвы Юрий Лужков поддержал создание Иреной Лесневской её нового телеканала и стал главой его попечительского совета, в который также вошли Егор Яковлев, Алексей Симонов, Александр Кабаков и Николай Петров. По мнению экспертов, участие мэра в создании телеканала, который на тот момент активно предоставлял слово московской администрации, могло свидетельствовать о том, что Лужков уже начал подготовку к следующим президентским выборам и имел президентские амбиции. Одновременно Банк Москвы, контролируемый столичными властями, предоставил для REN-TV первоначальный кредит, который был погашен через год. Тизерные ролики телеканала стали появляться на «НВС» в середине декабря 1996 года.

#### 1997—2005. Эпоха Лесневских

Первый логотип REN-TV, использовавшийся с 1997 по 2005 год

С 1 января 1997 года вместо «НВС» начал вещание телеканал REN-TV, но при этом ненадолго оставил название своего предшественника на своём логотипе. Первоначально телеканал начинал своё вещание в промежутке от 13:15 до 17:00 мск и заканчивал его в районе 1:00, а объём вещания составлял от 9 до 12 часов в сутки, позже вещание стало начинаться в 14:00. Вещание телеканала в регионы велось через местные телеканалы-партнёры («Рег-ТВ» в Санкт-Петербурге, «Сети НН» в Нижнем Новгороде, «Афонтово» в Красноярске, «Всё для вас» в Тамбове, «Четвёртый канал» в Екатеринбурге, «ТВ2» в Томске, «Такт» в Курске, «Ахтуба» в Волгограде, «СКАТ» в Самаре, «ЭкспоВИМ» в Ростове-на-Дону, «Истоки» в Орле, «Барс» в Иваново, «Екатеринодар» в Краснодаре и другие), которые брали сигнал со спутника ещё со времён «НВС». До 1999 года REN-TV транслировал свои программы без поправок на часовые пояса, а в ночное и утреннее время для региональных партнёров телеканала, расположенных за пределами Европейской части России, осуществлял полный или же частичный перегон программы передач предстоящего дня с целью их ретрансляции партнёрами в более удобное для них время. 6 сентября 1999 года REN-TV начал поясное вещание по всей России, имея четыре часовых поясных орбит: +0 (для Европейской России), +2 (для Урала и до 2016 года — Западной Сибири), +4 (для Сибири — до 2016 года — Центральной и Восточной Сибири) и +7 (для Дальнего Востока), став третьим телеканалом в России, запустившим поясное вещание. К концу 1990-х годов вещание телеканала было распространено на бо́льшую часть страны, при этом до 2003 года оно осуществлялось исключительно по сетевому принципу — с ретрансляцией во всех регионах, кроме Москвы, через частоты региональных телеканалов — партнёров REN-TV.
Чтобы конкурировать с более крупными российскими телевещателями, телеканал под руководством Ирены Лесневской и её сына Дмитрия стал активно развивать самые разные телевизионные направления. Позиционируя себя как универсальный телеканал, REN-TV включал в свою сетку информационно-аналитические программы, развлекательные и музыкальные передачи, авторские программы, спортивные программы и трансляции, телесериалы, мультсериалы и фильмы крупнейших кинопроизводителей мира.
В 1997—2016 годах информационные, авторские, музыкальные, общественно-политические и спортивные программы телеканала производились ЗАО «Телекомпания REN-TV», позже ЗАО (АО) «Телекомпания РЕН ТВ». В развлекательных программах собственного и стороннего производства с 2003 года чаще всего указывалось юридическое лицо ООО «Акцепт» (Телевизионный канал «РЕН ТВ»). 70 % программ, выходивших на телеканале REN-TV, принадлежало одноимённой телекомпании.
С 1997 по 2000 год 70 % акций телеканала принадлежали нефтяной компании «Лукойл». В октябре 2000 (по другим данным — в мае 2001 года) этот пакет акций выкупила дочерняя компания РАО ЕЭС «Центр оптимизации расчетов». К тому времени доля телеканала составляла уже 3,5—3,7 % зрителей по стране (в первый год существования REN-TV его показатели смотрения составляли всего 1 %, что было примерно сопоставимо с СТС, Пятым каналом и АСТ-2x2 и существенно меньше, чем у воспринимавшихся в качестве конкурентов центральных каналов НТВ и ТВ-6). Причина продажи акций телеканала заключалась в том, что руководство REN-TV и лично Ирену Лесневскую не устраивало качество информации, подаваемой в выпусках новостей производства новостного агентства Александра Гурнова «Телевизионная служба новостей» (оно также принадлежало этой нефтяной компании), которые транслировались на канале с 28 февраля по 12 июня 2000 года. В определении информационной политики телеканала дочерняя организация РАО ЕЭС участие не принимала, эфир REN-TV в те годы контролировали только его руководители. Политическая позиция тогдашнего REN-TV была во многом схожа с НТВ.
27 августа 1999 года телеканал зарегистрировал доменное имя для своего официального сайта — ren-tv.com, сайт был запущен весной 2000 года. С 6 сентября того же года телеканал начинал своё вещание с 7:00 и завершал его после часа ночи.
В 1999 году телекомпания начала партнёрство с анимационной студией «CG-Alliance», оказав ей на этапе создания финансовую поддержку. Студия, работавшая в тот период времени как «Студия анимации REN-TV» и имевшая представительство в Интернете по адресу animaton.ren-tv.com, разработала и подготовила всё межпрограммное оформление телеканала образца 2000—2002 годов и заставки его некоторых программ. Главными героями заставок, делавшихся в стилистике компьютерных мультфильмов, стали антропоморфные телевизоры, показывавшие программы и сериалы канала тех лет вещания. Позже от студии отпочковалось подразделение Ren FX, которое и взяло на себя спецэффекты для всех сериалов на канале.
Весной 2000 года телекомпания претендовала на выход в эфир на 3 ТВК (ТВЦ), но впоследствии, ещё до проведения конкурса на частоту, она отозвала свою заявку.
С 2002 по 2004 год телеканал являлся официальным спонсором футбольного клуба «Сатурн», носившего тогда имя «Сатурн-REN-TV».
В 2003 году REN-TV обзавёлся первыми региональными собственными частотами — в Челябинске, где выиграл конкурс на частоту 41 ТВК, и в Екатеринбурге, где приобрёл местный телеканал «АСВ», который в то время являлся сетевым партнёром REN-TV.
Во Владимире канал примерно тогда же (с 21 июля 2003 года) начал транслироваться местным сетевым партнёром — телеканалом «ТВ-6 Владимир», сохранившимся ещё со времён существования в телеэфире канала ТВ-6. Большая часть сделок по приобретению региональных партнёров относится к периоду после 2005 года. В мае 2006 года нижегородские «Сети НН» стали собственностью REN-TV. Такие вещатели, как «Рег-ТВ» в Санкт-Петербурге, сбрасывали с себя старые бренды и вливались в сеть федерального вещателя окончательно по принципу кобрендинга, получая названия вроде «РЕН ТВ Петербург» и единое, унифицированное с федеральным каналом оформление заставок, телестудий и передач.
В начале 2005 года у телеканала возникли проблемы с Росохранкультурой по поводу пропаганды наркотических средств и трансляции эротических фильмов. Суть претензий сводилась к содержанию одного из выпусков уже не выходившей в 2005 году авторской программы Артемия Троицкого «Признаки жизни» с участием Децла и Ивана Охлобыстина, обсуждавших тему вреда алкоголя и наркотиков, а также к показу эротических кинофильмов итальянского режиссёра Тинто Брасса (незадолго до вынесения предупреждения REN-TV показал в своём эфире его откровенный фильм «О, женщины!», вызвавший резонанс среди зрителей, а депутаты Госдумы обвинили телеканал в демонстрации порнографических материалов). Показ его лент на некоторое время был приостановлен и возобновлён уже при новом руководстве в сильно усечённом варианте. В это же время получило новое развитие начатое тремя годами ранее дело «Симпсонов», относительно законности показа американских сатирических мультсериалов в «детское» время.
Сетка вещания
Вещание телеканала открылось новогодней программой «Здравствуйте!» с Эльдаром Рязановым.
Изначально на REN-TV не было ежедневных новостных выпусков, а вместо них на телеканале выходили авторские аналитические программы: «Что случилось?» с пишущим журналистом Андреем Иллешем, а также «Реноме» с Петром Фёдоровым (взгляд на Россию с позиции иностранных корреспондентов, работающих в Москве). 2 февраля 1998 года в 19:00 вышел первый выпуск «Новостей», который провёл Алексей Громов (в прошлом — ведущий новостей на канале «Российские университеты»). Первоначально выпуски новостей на телеканале выходили три раза в день по будням, с 1 сентября 1998 года новости на REN-TV стали выходить в прямом эфире семь раз в день ежедневно по будням, а также в выходные и праздничные дни. С 6 сентября на REN-TV стала выходить авторская программа Игоря Прокопенко «Военная тайна», в те годы рассказывавшая о новостях российских и зарубежных спецслужб.
Долгое время телеканал REN-TV был известен по трансляциям популярных американских сатирических мультсериалов («Симпсоны», «Гриффины», «Футурама», «Южный парк») и показу матчей Английской футбольной премьер-лиги и российского футбольного первенства с комментатором Александром Елагиным. REN-TV первым в России показал такие известные телесериалы, как «Воздушный цирк Монти Пайтона», «Чёртова служба в госпитале МЭШ» и «Секретные материалы», а также ряд артхаусных художественных фильмов.
В 1990-е и 2000-е годы в кинопоказ на REN-TV, затем на «РЕН ТВ» также в больших количествах включались художественные фильмы категорий B и C (в том числе и малоизвестные, по аналогии с ТВ-6 и СТС). По факту показа большого числа боевиков и других кинолент похожего содержания телеканал нередко обвинялся группой патриотически настроенных активистов в чрезмерной трансляции в своём эфире сцен жестокости и насилия в «детское» время. До 2009 года дубляж и озвучивание иностранной продукции по заказу телеканала выполнялись на студии «Кипарис», реже закупались переводы других телеканалов или официальные дубляжи, в зависимости от производителя (в первый год существования телеканала и затем изредка — до начала 2010-х годов также брались зарубежные фильмы с одноголосым закадровым переводом, выполненным для релиза на полулегальных или же пиратских видеокассетах).
Телеканал также отличало от других качество информационных, аналитических и публицистических передач собственного производства (наиболее известными из них являются «Новости 24», «Неделя с Марианной Максимовской», «Военная тайна» и «Отражение»). При участии Игоря Прокопенко и Оксаны Барковской на REN-TV с нуля было отлажено собственное производство авторской документалистики. Праздничные спецпроекты телеканала («Вот и всё-3000», «Обозрение-3000», «Бред сивой кобылы») впервые на российском телевидении опробовали технический приём вживления виртуальных лиц известных политиков в придуманные сценаристами сюжетные зарисовки. Новаторство более поздних новогодних шоу REN-TV («Неголубой огонёк») заключалось в нетипичном для российского телевидения синтезе рока и популярной музыки.
Ирена Лесневская впоследствии вспоминала:

Мне казалось, что можно делать настоящее хорошее телевидение, с интересными собеседниками, интересными политическими, музыкальными, историческими, поэтическими программами. Что мы будем раскрывать тайны, то, что от нас скрывали. И рассказывать нашей стране про самих себя. То, чего не делали, ни до, ни после.

С 1998 года REN-TV начинал вещание в 8:30 или 9:00 МСК с выпусков «Новостей». В 1999 году с канала «ТВ Центр» на REN-TV переходит журналистка Ольга Романова, которая начинает вести свою программу «Пятая колонка». Информационную службу канала возглавила Елена Фёдорова.
С середины 2000 года REN-TV активно развивал и сериальное направление (под маркой созданной студии «REN-film»). Первый собственный опыт REN-TV — проект короткометражных фильмов «Чёрная комната», который одновременно транслировали на REN-TV и ОРТ. При непосредственном участии Дмитрия Лесневского были созданы такие рейтинговые телесериалы, как «Солдаты», «NEXT», «Боец», «Нина. Расплата за любовь» и другие. В 2003 году в эфир вышел первый мультсериал собственного производства — «Дятлоws», а в 2005 году — скетч-шоу «Дорогая передача». При непосредственном участии REN-TV и лично Дмитрия Лесневского началась карьера известного кинорежиссёра Андрея Звягинцева: Лесневский был продюсером его первого фильма «Возвращение».
В период с 2001 по 2005 год на REN-TV переходят такие известные журналисты и телеведущие, как Александр Герасимов (бывший сотрудник «старого» НТВ), Анна Павлова, Татьяна Лиманова, Елена Турубара, Иван Усачёв (все — бывшие ведущие ТВ-6), Егор Пирогов (бывший ведущий ТВС), Геннадий Клебанов (ранее работал на НТВ и «НТВ-Плюс»), Александр Бовин, Урмас Отт, Василий Стрельников (бывший ви-джей и диктор «MTV Россия»), Дмитрий Ясминов, Александр Жестков, Артемий Троицкий и Илья Доронов. В то же время канал принимал в свою сетку вещания телепередачи, ранее выходившие на других российских телеканалах, такие, как программа смешных и шокирующих зрительских видеороликов «Очевидец», «Большие деньги», «Пресс-клуб» (последний выпуск) и телеигра «Народ против».
В начале 2003 года рамки эфира телеканала были существенно расширены: руководство решило усилить развлекательный блок и добавить к уже имевшимся информационно-политическим программам и передачам, посвящённым острым социальным проблемам, передачи сугубо развлекательного характера, как собственного, так и стороннего производства. Первоначальный слоган телеканала «ИскRENнее телевидение» был заменён на «REN с нами», чуть позже — «Время REN-TV». В 2003—2005 годах творческий коллектив телеканала пополнился журналистами, ранее работавшими с Евгением Киселёвым на НТВ, ТВ-6 и ТВС — в их числе были Марианна Максимовская, Юлия Латынина, Евгений Матонин, Александр Надсадный, Сергей Митрофанов, Вадим Кондаков, Андрей Картавцев, Артур Валеев, Дмитрий Штоколов, Вячеслав Гузь, Георгий Андроников, Тамара Карташова, Сергей Наумов. Одновременно с последним выпуски новостей спорта на REN-TV начинает готовить ряд сотрудников спортивной редакции спутникового оператора «НТВ-Плюс», поскольку после прекращения сотрудничества с ФК «Сатурн» старый спортивный отдел на канале был фактически расформирован, а его бывшие помещения — переданы сотрудникам «НТВ-Плюс». Ещё раньше на REN-TV перешёл Виталий Бузуев, также работавший с Киселёвым.

#### 2005—2006. Смена руководства
1 июля 2005 года 30 % акционерного капитала телеканала, принадлежавших его основателям Ирене и Дмитрию Лесневским, перешли к немецкой компании RTL Group, а пакет РАО ЕЭС отошёл поровну (по 35 %) российским компаниям «Северсталь-Групп» и «Сургутнефтегаз». Лесневские после продажи принадлежавших им акций покинули телеканал. С этого же момента за основателями REN-TV стала числиться только организация «REN-Фильм», которая в 2006—2007 годах в связке с кабельным телеканалом Mini Movie и журналом The New Times (бывшим журналом «Новое время») образовала холдинг REN Media Group, уже не связанный с «РЕН ТВ».

Второй логотип REN-TV, использовавшийся с 2005 по 2006 год

В августе 2005 года с REN-TV на СТС ушёл продюсер развлекательных программ и креативный продюсер Вячеслав Муругов.
С 14 октября 2005 года новым генеральным директором телекомпании и медиахолдинга стал Александр Орджоникидзе, бывший гендиректор «НТВ-Плюс», а телеканала — представитель RTL Group Ральф Зибеналер. На должность главного редактора был назначен Илья Кузьменков, а заместителем генерального директора и генеральным продюсером телеканала стал Станислав Прибылов. Стали появляться и получать публичную огласку случаи цензурирования новостных материалов на REN-TV: в частности, из программы «Неделя» был изъят сюжет об отношениях России и Казахстана, а также о возможных поворотах в карьере президента Путина, в тех же новостях не вышли интервью с Зурабом Церетели (в сюжете с ним речь шла о строительстве хрустальной часовни за 15 миллионов долларов на Манежной площади в Москве) и видеосюжет о закрытии дела против сына тогдашнего министра обороны Сергея Иванова, на своей машине задавившего женщину.
Сетка вещания
Почти сразу же после смены менеджмента и владельцев на телеканале начались реорганизация всей сетки вещания и массовый кадровый отток: с телеканала уволилось несколько сотрудников информационной службы во главе с её руководителем Еленой Фёдоровой и шеф-редактором телепрограммы «24» Ольгой Шориной, также от эфира была отстранена Ольга Романова.
В начальный период деятельности нового состава менеджеров в сетке вещания REN-TV появились преимущественно новые развлекательные программы («Мозголомы: насилие над наукой», «Суперняня», телеигра «Сделка?!») и новые сериалы («Студенты», «Туристы», «Фирменная история», «Мальчишник, или большой секс в маленьком городе» и др.). Было расширено время для спортивных трансляций, убранных с канала тремя годами ранее: появились прямые трансляции гонок Формулы-1 с Алексеем Поповым (в 2007 году в связи с возвращением Попова на ВГТРК его заменили на Александра Кабановского и Александра Каминского, а в начале 2009 года, из-за низких рейтингов, несмотря на закупленные права до 2010 года, трансляции перешли обратно к ВГТРК), боёв по профессиональному боксу и избранных футбольных матчей. Помимо прочего, в сетке вещания REN-TV также появились прямая трансляция ежегодного праздничного мероприятия «День домино» и такие известные зарубежные передачи и сериалы, как «Альпийский патруль», «Мятежный дух», «Друзья», «Жить вкусно с Джейми Оливером» и «Голый повар». По словам программного директора канала Сергея Спиридонова, расширение развлекательного вещания на REN-TV было объяснено потребностями его целевой аудитории: в частности, он считал, что «люди нуждаются в том, чтобы их развлекали». Немецкая же сторона при запуске данных телепередач в эфир во многом ссылалась на опыт работы телеканала RTL Television, чей эфир был составлен преимущественно из развлекательных программ.

#### 2006—2007. «Самый сок телеэфира»

Логотип телеканала в 2006—2007 годах

4 сентября 2006 года телеканал начал вещание под обновлённым русифицированным брендом «РЕН ТВ». Одновременно была запущена обновлённая концепция «Самый сок телеэфира». Переход к ней руководители и владельцы «РЕН ТВ» объясняли прежде всего тем, что при старом руководстве телеканал отличали «невнятная программная политика и невнятное впечатление от канала». Идея ребрендинга принадлежала новым владельцам в лице RTL Group, также одной из целей ребрендинга стало увеличение развлекательного вещания на телеканале. Все эти перемены были негативно восприняты со стороны основательницы REN-TV Ирены Лесневской.
Весной 2007 года телеканал покинули программный директор Сергей Спиридонов и заместитель генерального директора медиахолдинга по региональному развитию Сергей Исаков (оба заняли аналогичные должности на телеканале «ТВ-3» и в холдинге «Проф-Медиа» соответственно). С их уходом в менеджменте телеканала не осталось почти никого из первоначального руководящего состава. Вскоре генеральный директор Ральф Зибеналер, чьё реальное участие в руководстве телеканалом было нулевым, также покидает «РЕН ТВ», и этот пост занял Александр Орджоникидзе, совместивший обязанности руководителя как телекомпании, так и телеканала. С этого момента влияние RTL Group на «РЕН ТВ» было минимальным: несмотря на сохранявшийся пакет акций, медиагруппа уже не участвовала в оперативном управлении телеканалом. После этого на «РЕН ТВ» происходят и другие кадровые перемены: в частности, главным редактором канала и службы информации стал бывший директор «Радио России» Алексей Абакумов, а пресс-службу возглавил Антон Назаров.
2 апреля 2007 года «РЕН ТВ» перешёл на круглосуточное вещание (ранее телеканал практиковал небольшие технические перерывы в вещании с 4:55 до 6:00 МСК). Несмотря на это, до ноября 2010 года в Москве «РЕН ТВ» уходил на официальный еженедельный технический перерыв в ночь с понедельника на вторник с 1:45 до 6:00. Также до конца 2010 года часть ночного эфира «РЕН ТВ» занимал блок анонсов, заставок и отбивок телеканала, актуальный в краткосрочный промежуток времени (до недели с момента демонстрации блока).
Сетка вещания
Новые руководители продолжили проводить ту же программную политику, что и в конце прошлого телесезона, запустив ряд развлекательных программ и телесериалов, среди них «Улица Гоголя», «Ради смеха», «Zадов in Rеалити», «Схема смеха», «Трое сверху» и «Братья по-разному». Не оставили в стороне и производство документально-публицистических и информационных проектов — в рамках документальных линеек на телеканале вышли ленты об убийстве журналистки «Новой газеты» Анны Политковской, о деле рядового Сычёва и других случаях дедовщины в российской армии, шахтёрах, а также о событиях в Чечне и годовщине бесланской трагедии. Но вместе с этим в документальном вещании на «РЕН ТВ» стали всё чаще появляться фильмы и передачи на светскую и «жёлтую» тематики, связанные со скандалами, повседневной жизнью персоналий из мира шоу-бизнеса или же с биографиями ушедших из жизни известных людей, а также более лояльные провластной точке зрения разоблачительные документальные передачи и фильмы (как «По ту сторону полония» об отравлении Александра Литвиненко, который был показан в январе 2007 года).
По состоянию на конец 2006 года почти ни один новый развлекательный проект телеканала не представил высокого зрительского интереса, телекритики в своих публикациях стали указывать на то, что некогда обладавший индивидуальными лицом и стилем «РЕН ТВ» с середины 2000-х годов стал постепенно превращаться в аналог сугубо развлекательных телеканалов вроде «ТНТ» или «СТС». После чего с января 2007 года «РЕН ТВ» начал постепенно возвращаться к более серьёзному программному наполнению. Появилась вечерняя линейка документальных и публицистических фильмов в 22:00: «Частные истории», «Чрезвычайные истории», «Секретные истории», «Детективные истории», «Громкое дело» (ранее выходила в эфир отдельно) и «Фантастические истории». В 20:00 с понедельника по четверг выходил российский телесериал, в пятницу и субботу — фильм, а в воскресенье — зарубежный телесериал («4400», «Сверхъестественное» и «Побег»). В 21:00 с понедельника по четверг неизменно выходил телесериал «Солдаты», на протяжении нескольких лет являвшийся лидером по рейтингу и доле как среди российских, так и среди зарубежных телесериалов, транслируемых телеканалом в то время. Вечер пятницы и выходные были почти полностью отданы развлекательным и юмористическим проектам, а также спортивным передачам и трансляциям. Среди них: «Бла-бла-шоу», «Очевидец» (позднее была разделена на две части — «Очевидец: самое шокирующее» и «Очевидец: самое смешное»), «Звёзды спорта», «Рекламный облом», концерты Михаила Задорнова, скетч-шоу «Дальние родственники», «Ретромания» и пользовавшийся большой популярностью «Сеанс для взрослых» (показ эротических фильмов, в том числе и малоизвестных софткор-лент, некоторое время сопровождавшийся тематическими вставками с Андреем Бильжо). Другими самыми популярными проектами телеканала по итогам сезона стали кулинарно-развлекательное шоу «Званый ужин», «Вечер с Тиграном Кеосаяном», судебное шоу «Час суда» с Павлом Астаховым и ток-шоу Михаила Грушевского «Бабий бунт».

#### 2007—2010. Ориентирование на мужскую аудиторию

Логотип телеканала в 2007—2010 годах

6 августа 2007 года телеканал снова изменил концепцию, логотип, имиджевые и межпрограммные заставки и слоган, стал ориентироваться преимущественно на мужчин от 25 до 54 лет. На это, в первую очередь, повлиял факт, что после ухода с «РЕН ТВ» Дмитрия Лесневского рейтинги телеканала заметно уменьшились.
В феврале 2008 года телеканал «РЕН ТВ» вместе с «Пятым каналом» и газетой «Известия» вошёл в новый холдинг «Национальная Медиа Группа» (НМГ). Спустя несколько месяцев после этого в эфире телеканала недолго выходила авторская программа гимнастки Алины Кабаевой «Шаги к успеху», позже перешедшая на «Пятый канал». Тележурналист Владимир Кара-Мурза-старший заявлял, что присутствие подобных ведущих с прогосударственными взглядами со своими передачами в эфире тогдашнего «РЕН ТВ» вызывало у него сомнения в оппозиционной направленности данного телеканала. Тогда же на «РЕН ТВ» переходит украинский журналист и телеведущий Александр Ткаченко, где недолго (март—май 2008 года) занимал должность заместителя генерального директора.
Сетка вещания
С момента очередного ребрендинга «РЕН ТВ» отказался от показа американских сатирических мультсериалов (передав их права на показ недавно возникшему каналу 2х2), за исключением восемнадцатого сезона «Симпсонов», показанного в начале 2009 года (права на его показ были получены ещё прежним составом менеджеров «РЕН ТВ»), их место в прайм-тайм будних дней заняли телесериалы отечественного производства. Одновременно наметилась тенденция к увеличению в эфире общественно-политических и авторских программ: к таким проектам относятся «Актуальное чтиво», «В час пик», «Репортёрские истории» (приложение к программе «Неделя»), «Три угла с Павлом Астаховым» и другие. В период с 2007 по 2009 год к команде телеканала присоединяются другие журналисты, ранее работавшие на «старом» НТВ, в частности, Ксения Туркова и Михаил Осокин (ставшие ведущими новостей «24»), а также Иван Волонихин и Николай Николаев (стали корреспондентами информационной службы).
Помимо этого, на «РЕН ТВ» недолго просуществовала передача «Top Gear. Русская версия» (адаптация популярной британской программы «Top Gear») с Николаем Фоменко, Оскаром Кучерой и Михаилом Петровским.

#### 2010—2011. Приход команды Александра Роднянского

Логотип телеканала в 2010—2011 годах

В начале 2010 года при непосредственном участии Александра Роднянского (основателя канала «1+1» и бывшего генерального директора «СТС») был проведён очередной перезапуск канала. В период с 8 февраля по 31 октября 2010 года он носил название «РЕН». Была определена концепция со слоганом «Жизнь азартна!», произошли изменение логотипа и графического оформления заставок.
В октябре 2010 года Роднянский был освобождён от оперативной работы в холдинге НМГ, после чего на «РЕН ТВ» вернулся генеральный директор Александр Орджоникидзе, который в период с 2009 по 2010 год занимал аналогичную должность в «НМГ» (до его возвращения канал возглавлял сотрудник «НМГ» Михаил Концерев), а на руководящие посты в компании стали постепенно переходить люди с опытом работы на НТВ: Михаил Тукмачёв, Михаил Фролов, Алексей Егоров.
С 1 апреля 2011 года вещание «РЕН ТВ» в «Триколор ТВ» было приостановлено из-за недостатка средств. На бывшей позиции «РЕН ТВ» началось вещание телеканала «TV Sale». С 6 июля вещание телеканала в пакете спутникового оператора «Триколор ТВ» в составе платного пакета «Оптимум» было восстановлено в полном объёме.
18 апреля 2011 года главным редактором телеканала «РЕН ТВ» (вместо Алексея Абакумова) был избран бывший корреспондент НТВ и руководитель информационно-политических программ «Пятого канала» Владимир Тюлин.
Сетка вещания
С 2010 года на телеканале появились новые программы (dating-реалити «Давай попробуем?», докуреалити «Не ври мне!»), в том числе перешедший с «Пятого канала» «Экстренный вызов 112». Основной упор в программной политике в этом сезоне делался на серьёзные дискуссионные и публицистические форматы («Честно!», «Справедливость», «Несправедливость», «Жадность», «Приговор» и др.). В рамках этой концепции также выходили телесериалы «Меч», «Последний секрет Мастера», «Черкизона. Одноразовые люди» и скетчком «Солдаты. И офицеры».

#### 2011—2013. «Ты с друзьями!»

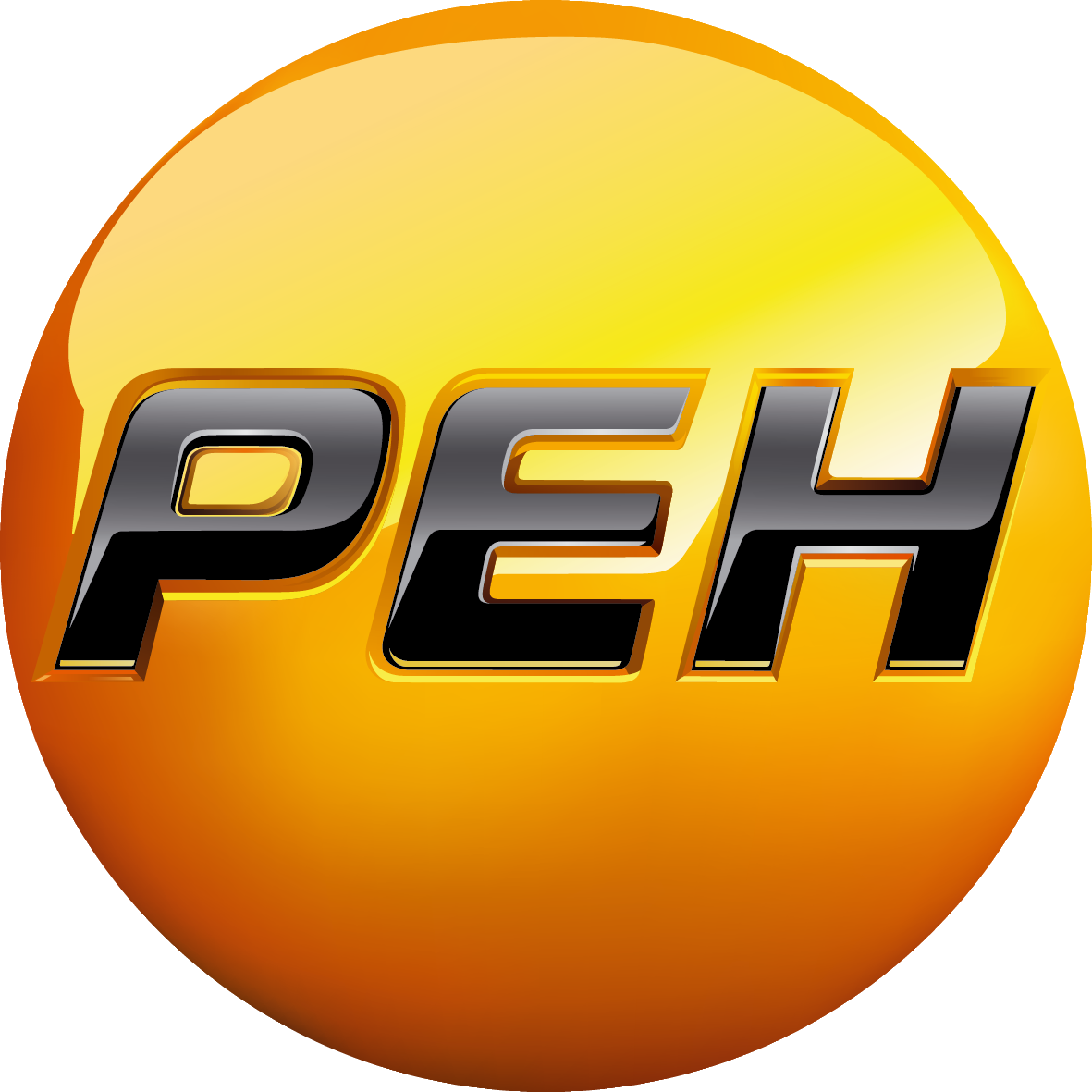
Логотип «РЕН ТВ» в 2011—2013 годах

15 августа 2011 года «РЕН ТВ» вновь сменил логотип и концепцию, представив новый стиль и слоган «Ты с друзьями». По словам генерального продюсера «РЕН ТВ» Дмитрия Великанова, предыдущая концепция исчерпала себя и не содержала достаточного положительного эмоционального заряда.
В 2012 году, по итогам телесезона 2010/2011 годов, телеканал «РЕН ТВ» получил семь статуэток премии ТЭФИ, пять из которых за достижения в информации и аналитике.
14 декабря 2012 года телеканал вошёл во второй мультиплекс цифрового телевидения России.
Сетка вещания
С февраля 2012 года «РЕН ТВ» отказывается от показа российских телесериалов в прайм-тайм будних дней по неизвестным причинам, их место в программе передач заняли псевдодокументальные, лженаучные и сильно ангажированные фильмы, посвящённые различным версиям и гипотезам современного мира, со временем занявшие большую часть всей ежедневной сетки вещания. Программа передач телеканала в воскресенье и в праздничные дни стала представлять собой многочасовые марафоны телесериалов, фильмов (в том числе и из пакета Сергея Сельянова — «Брат», «Брат-2», «Сёстры», «Жмурки», мультфильмы студии «Мельница» и др.) и документальных проектов практически на весь день. Наметилась тенденция к увеличению программ чисто развлекательного характера — «Зелёный огурец», «Чистая работа», «Адская кухня» и др. Одна из немногих премьер общественно-политического характера — ток-шоу «Хватит молчать!» с Тиграном Кеосаяном — была быстро закрыта после двух месяцев вещания и не имела высоких рейтингов. Недолго просуществовало возобновлённое после закрытия на четырёх телеканалах «Независимое расследование» с Николаем Николаевым в жанре журналистского расследования. На телеканале вплоть до конца 2013 года периодически ретранслировалось украинское комедийное шоу «Вечерний квартал», выходившее на каналах «Интер» и «1+1»; при этом возникали случаи, когда некоторые высказывания участников команды касаемо Виктора Януковича и его окружения были вырезаны на украинских телеканалах, но были показаны в России.
Также с середины 2011 года «РЕН ТВ» стал постепенно отступать от чётко выраженной оппозиционной политики, характерной для прошлых лет вещания, запустив в своём эфире телепередачи «Тайны мира» с Анной Чапман, «Что происходит?» с главным редактором государственного телеканала «Russia Today» Маргаритой Симоньян и «Русские сказки» Сергея Доренко. В поздневечернем выпуске «Новостей 24» появился известный прогосударственными взглядами ведущий Андрей Добров, а в ноябре 2011 года в связи с демонстрацией жеста «Средний палец» по ходу чтения текста новости о тогдашних президентах России и США Медведеве и Обаме была уволена телеведущая Татьяна Лиманова. В эфире её сменил бывший ведущий «НТВ» и «Пятого канала» Алексей Суханов.
В 2012 году выходила новая программа Алины Кабаевой «Путь к Олимпу». В том же году была расформирована спортивная редакция телеканала, все спортивные трансляции были выведены из сетки вещания «РЕН ТВ» до 2019 года, а выпуски новостей спорта («Новости 24. Спорт») были закрыты. В начале 2013 года телеканал также прекратил показ эротических кинофильмов в «Сеансе для взрослых», в результате чего картины данного жанра полностью и окончательно исчезли из репертуара «РЕН ТВ».

#### 2013—2015. Ирина Варламова
27 сентября 2013 года Александр Орджоникидзе покинул пост генерального директора, а эту должность заняла Ирина Варламова. 20 января 2014 года телеканал в очередной раз сменил логотип и графическое оформление.

Логотип «РЕН ТВ» в 2014—2015 годах

1 сентября 2014 года был запущен обновлённый сайт телеканала с доменным именем ren.tv. Имя было зарегистрировано в декабре 2010 года другой компанией и было приобретено «РЕН ТВ» в августе 2014 года у американского селлера за $10 000.
15 октября 2014 года во время очередных профилактических работ до 10:00 (МСК) телеканал перешёл на вещание в формате 16:9.
В ноябре 2014 года телеканал объявил о планах по созданию телеканалов «REN-TV International» и «Военная тайна». REN-TV International — это лицензионно очищенная международная версия «РЕН ТВ», приближённая к оригинальной (российской) версии телеканала. Она будет включать в себя актуальные информационные, авторские и развлекательные программы, а также российские телесериалы и документальные проекты. Сетка телеканала «Военная тайна» должна состоять из документальных проектов «РЕН ТВ», среди них — «Территория заблуждений», «Военная тайна», «Битва цивилизаций». Точная дата начала вещания обоих телеканалов не объявлена, основной прицел будет делаться на спутниковые платформы, кабельные и цифровые сети. В 2016 году был запущен только «REN TV International».
Сетка вещания
В эфире «РЕН ТВ» появились новые программы преимущественно развлекательного характера, рассчитанные на женскую аудиторию: «Мои прекрасные», «На 10 лет моложе», «Четыре свадьбы» и другие. Была запущена информационная программа «Свободное время», которую вели Алексей Егоров и бывшая ведущая новостей «НТВ» и «Первого канала» Юлия Панкратова.
В телесезоне 2013/2014 годов окончательно изменилась и политическая позиция телеканала: программа «Неделя» с Марианной Максимовской стала радикально отличаться от выпусков «Новостей 24» по подаче информации, в том числе и в вопросах освещения Евромайдана, аннексии Крыма и вооружённого конфликта на востоке Украины. Это сопровождалось уходом журналистов оппозиционных взглядов с телеканала: летом 2013 года его покинул Михаил Осокин, а через год, 1 августа 2014 года, была закрыта «Неделя» с Марианной Максимовской (последний выпуск вышел 28 июня 2014 года). Большая часть журналистов, работавших в «Неделе», покинули «РЕН ТВ» в конце лета — начале осени того же года, в одно время с ними телеканал покинул (из-за несогласия с его позицией) ведущий новостей Алексей Суханов, а в конце 2014 года то же самое сделает и Марианна Максимовская.
Факт изменения политической позиции телеканала с оппозиционной на прогосударственную отмечался телекритиками и в дальнейшем, в частности, при рецензировании новостных выпусков «РЕН ТВ», освещавших обострение в российско-турецких отношениях, при анализе других его передач. Высказывалось мнение, что журналисты телеканала стали чаще сотрудничать со специальными службами, периодически публикуя видеофрагменты оперативных съёмок. Вместо «Недели с Марианной Максимовской» по воскресеньям вечером стала выходить другая информационно-аналитическая программа «Добров в эфире». Эфирная сетка и заставки телеканала в дни государственных праздников стали чаще носить патриотический характер, хотя раньше, в прошлые годы, для многих из них на «РЕН ТВ» вообще не делались специальные межпрограммное оформление и сетка вещания.

#### С 2015 года. Возвращение Владимира Тюлина
16 февраля 2015 года (около 5:00) телеканал «РЕН ТВ» провёл полномасштабный ребрендинг: изменились логотип и оформление, появился обновлённый слоган — «Новое измерение!». Новая концепция вещания была нацелена на расширение и омолаживание аудитории. В марте 2015 года на «РЕН ТВ» вернулся его бывший главный редактор Владимир Тюлин, занявший пост генерального директора.

Логотип «РЕН ТВ» в 2015—2017 годах

С 1 января 2016 года по решению акционеров «РЕН ТВ» было прекращено местное вещание в городах, где располагались собственные станции телеканала. В настоящее время там ведётся вещание только федерального «РЕН ТВ», а региональные вставки ограничиваются вставками региональной рекламы, продаваемой АО «Регион Медиа» (ранее ЗАО «Видео Интернешнл Трэнд»). 1 мая «РЕН ТВ» завершил переезд из офиса на Зубовском бульваре в лофт «Завода имени Владимира Ильича» в Партийном переулке, дом 1, корпус 57, строение 3. С 4 октября доступна версия телеканала в стандарте высокой чёткости (HD). В декабре 2016 года АО «Телекомпания РЕН ТВ» (телекомпания-производитель программ информационного и общественно-политического характера для канала), ООО «Медиа-холдинг РЕН ТВ» и ООО «RTL Rusland» были ликвидированы посредством их присоединения к ООО «Акцепт».
Со 2 июня 2017 года, в рамках слияния информационных служб двух телекомпаний из «Национальной Медиа Группы» («РЕН ТВ» и «Пятого канала»), поставщиком и производителем новостей для них стал являться мультимедийный информационный центр «Известия».
Сетка вещания
Несмотря на изменение концепции в пользу более молодой аудитории, одними из ключевых проектов «РЕН ТВ» стали считаться программы «Военная тайна», «Территория заблуждений», «Тайны Чапман» и «Самые шокирующие гипотезы» — на тему альтернативной истории, теорий заговора, конспирологии и др. Также после появления Владимира Тюлина в эфире телеканала стало появляться большое число документальных лент разоблачительного или пропагандистского характера, направленных против лиц, негативно воспринимающихся современными российскими властями, по типу «Анатомии протеста». Их появление связывалось с тем, что в это же время на «РЕН ТВ» начали приходить люди из Дирекции общественно-правового вещания НТВ (её бывший руководитель Юрий Шалимов в 2015—2016 годах являлся заместителем генерального директора «РЕН ТВ»), работавшие там над схожими передачами. На смену ушедшим ведущим программы «Новости 24», тогда же переименованной в «Новости РЕН ТВ», пришли Пётр Марченко и Денис Солдатиков (телеведущие, не поддержавшие команду Евгения Киселёва во время событий апреля 2001 года и оставшиеся работать на обновлённом НТВ). В дальнейшем, в 2017 году с НТВ на «РЕН ТВ» на должность руководителя общественно-публицистических программ также перешёл Алексей Малков, выступавший автором всех обличительных фильмов рубрики «ЧП. Расследование» на прежнем месте работы — от «Теракта с предоплатой» в 2004-м до «Касьянова дня» в 2016-м.
В июне 2015 года «РЕН ТВ» отказался от показа реалити-сериалов (в основе серий лежат истории, основанные на реальных событиях, а их участников играют актёры), выходивших в дневном эфире телеканала в течение нескольких лет (к ним относились проекты «Не ври мне!», «Семейные драмы», «Верное средство», «Засуди меня» и другие). Резко сократился объём неполитических проектов от независимых производителей. Через несколько месяцев после этого телеканал прекратил сотрудничество со студиями озвучивания, тем самым, новые для канала иностранные фильмы и телесериалы стали транслироваться в официальных или сторонних озвучках. Увеличилось число передач, представляющих собой дайджесты любительских видеороликов из интернета с закадровым комментарием: к появившейся в 2011 году передаче «Смотреть всем!» добавились проекты «Водить по-русски» и «С бодрым утром!» (также в разное время выходили аналогичные дайджесты «Знай наших!», «М и Ж», «В последний момент» и «Всем по котику»).
18 августа 2017 года вновь изменились логотип телеканала и его межпрограммное оформление. Телеканал расширил линейку документальных проектов («Загадки человечества», «Засекреченные списки», «Как устроен мир» с ещё одним бывшим ведущим НТВ Тимофеем Баженовым), а их марафоны стали транслироваться не только в праздничные дни. Кроме того, в сентябре 2017 года было закрыто кулинарное шоу «Званый ужин» (сменив название на «Идеальный ужин», перешло на телеканал «Че»). В конце 2019 года на телеканал вернулись спортивные трансляции, но в основном, контактных видов спорта (профессиональный бокс и MMA), а в выпусках в 23:00 снова стали выходить выпуски спортивных новостей, их ведущим стал Александр Кузмак.

## Целевая аудитория и доля телесмотрения
В 2014 году аудитория «РЕН ТВ» в возрастной группе телезрителей старше четырёх лет составляла 4,1 %, в 2015 году — 4,2 %, в 2016 году — 5 %. Доля телеканала в базовой целевой аудитории возраста «Все 25-54» в эти годы была 4,7 %, 5 % и 6,1 % соответственно. За период с 2015 по 2016 год доля телесмотрения выросла на 20 % (с 4,2 % до 5 %). За первое полугодие 2016 года доля в целевой аудитории «Все 25-54» выросла на 28 % по сравнению с этим периодом прошлого года. По приросту зрителей за 2016 год канал занял шестое место, обойдя СТС. Особенно увеличились показатели «Новостей» и прайм-тайм — аудитория увеличилась на 22 %. Прирост телезрителей в эти годы объясняется тем, что в августе 2015 года «РЕН ТВ» занял одиннадцатую кнопку второго мультиплекса цифрового телевидения России.
Согласно данным Mediascope, по итогам 2017 года доля целевой аудитории «РЕН ТВ» в категории «Все 25-54» составила 6,13 %, по популярности среди мужчин в возрасте 25-54 года в будние дни канал занимал второе место (доля 8,4 %), а в выходные — первое (8,8 %).
В 2018 году среднесуточная доля телесмотрения превысила 5,34 %. Общая аудитория канала по сравнению с 2017 годом немного уменьшилась, однако выросла целевая аудитория «Все 25-54» — её среднесуточная доля составила 6,37 %. По итогам 2018 года канал занял пятое место по популярности среди всех зрителей старше четырёх лет.
В январе 2019 года в возрастной группе «Все 25-54» канал смотрели около 6,7 % зрителей, в группе «Мужчины 25-54» — 8,9 %. По среднегодовому показателю доля составила 6,5 %. Телеканал занимал пятое место по популярности среди вещателей России. Средний возраст зрителя «РЕН ТВ» составлял 49 лет. Общий прирост аудитории за период январь 2015 по январь 2019 годы составил 31 %.
В 2020 году по данным Mediascope в категории «Мужчины 25-54» доля составила 8,3 %. Самыми популярными программами этой аудитории были «Минтранс», «Военная тайна», «Засекреченные списки», «Тайны Чапман», «Как устроен мир». «РЕН ТВ» смотрели около 27 миллионов человек, то есть около 20 % от всего населения страны в возрасте «Все 4+».
По итогам 2021 года в возрастной группе старше четырёх лет телеканал смотрели 4,8 % телезрителей, а в категории «Мужчины 25-54» этот показатель составил 8,3 %. По популярности «РЕН ТВ» занимал пятое место, с общим рейтингом 0,5 %. Ежедневно его просматривали 12 миллионов человек.

## Хронология слоганов телеканала
- «ИскRENнее телевидение» (29 ноября 1999 — 22 декабря 2002)[135]
- «REN с нами» (23 декабря 2002 — 31 августа 2003)[152]
- «Время REN-TV» (1 сентября — 21 декабря 2003)[438]
- «Самый сок телеэфира» (4 сентября 2006 — 5 августа 2007)[439]
- «Это надо видеть» (6 августа 2007 — 7 февраля 2010)[440]
- «Жизнь азартна» (8 февраля 2010 — 14 августа 2011)[441]
- «Ты с друзьями!» (15 августа 2011 — 13 декабря 2013)[442]
- «Новое измерение!» (16 февраля — 30 августа 2015)[443]
- «Смотри то, что действительно интересно» (14 июня 2016 — 17 августа 2017)
- «Новости — наше призвание!» (18 августа 2017 — 19 декабря 2021)[444]
- «Давайте бахнем!» (20 декабря 2021 — 9 января 2022)
- «Это всё, что тебе нужно!» (с 10 января 2022 года)

## Международные версии

### Россия
Телеканал входит во второй мультиплекс цифрового телевидения России. Программы «РЕН ТВ» принимают в 725 населённых пунктах России, в том числе во всех крупных городах с населением более миллиона жителей. Потенциальная аудитория телеканала — 113,5 млн зрителей. Между тем по версии самого телеканала потенциальная аудитория «РЕН ТВ» составляет 130 миллионов человек.

### Украина
На Украине осуществлялась полная ретрансляция телеканала (в том числе и реклама) до 2014 года, за исключением спортивных соревнований и передач эротического содержания (в это время трансляция телеканала прекращалась). Дистрибьютором телеканала в стране была компания «СонаР» из Днепропетровска. В 2008 году телеканал был отключён вместе с телеканалом «Первый канал. Всемирная сеть», «РТР-Планета», «НТВ Мир» и «ТВ Центр International», после решения проблем РЕН ТВ вернулся в эфир. Ретрансляцию программ «РЕН ТВ» или их показ в записи осуществляли в 2000-е и 2010-е годы следующие украинские региональные телеканалы:
- 7 канал (Харьков)[447][448][449][450][451][452][453][454][455][456][457]
- 34 канал (Днепропетровск)[458]
- Алекс (Запорожье)
- АРТ (Одесса)[459]
- ЕКТА (Бровары)[460]
- Житомирская ОГТРК (Житомир)
- ИРТА (Луганск)
- Наш город (Бровары)[461]
- Одесса-Плюс (Одесса) (1 января — 15 ноября 2002 года)[459]
- Профит (Харьков)
- Рудана (Кривой Рог)[462]
- Сигма (Мариуполь)
- ТВ-7 (Мариуполь)[463]
- Украина (Донецк)
- Черноморская ТРК (АРК)

24 июля 2014 года Национальный совет Украины по вопросам телевидения и радиовещания объявил, что содержание программ практически всех российских телеканалов, содержащих в своей сетке информационные программы, в том числе и РЕН ТВ, не соответствует требованиям Европейской конвенции о транснациональном телевидении и ч. 1 ст. 42 закона Украины «О телевидении и радиовещании», тем самым запретив их трансляцию на территории Украины.
В июне 2022 года телеканал возобновил бесплатную трансляцию на территории Херсонской области.

### Беларусь
В Беларуси программы «РЕН ТВ» с 1 января 2001 года и по настоящее время транслируются белорусским телеканалом «СТВ». Сам телеканал вещал в кабельных сетях страны до 1 апреля 2009 года, после чего был отключён от кабельных сетей вместе с другими российскими телеканалами по неизвестным причинам. В начале 2000-х годов «РЕН ТВ» ретранслировался региональными телеканалами, как «Нирэя» (Гомель), «2 канал» (Могилёв), Скиф (Витебск) и другие.

### Казахстан
В Казахстане распространялся в кабельных сетях операторов «Алма-ТВ», «Digital TV», ICON. Спутниковое вещание осуществлял оператор OTAU TV. В сети IPTV — iDTV. Ретрансляция шла по дублю +4 с казахстанской рекламой. В 2018 году был заменён телеканалом «REN TV International». В ранних 2000-х годах некоторые программы, телесериалы и мультсериалы «РЕН ТВ» транслировал казахстанский «31 канал», который раньше входил в состав российского крупнейшего медиахолдинга «СТС Медиа».

### Прибалтика
В балтийских странах «РЕН ТВ» вещал до 2005 года. После чего кабельные сети этих стран заменили его новым телеканалом «REN TV Baltic» с британской лицензией. С 10 февраля 2021 года «REN TV Baltic» прекратил транслировать программы «РЕН ТВ».

### Молдавия
В Молдавии «РЕН ТВ» ретранслировался до 6 января 2009 года, а после прекратил вещание в стране по причине показа в эфире запрещённых для трансляции за пределами России программ «Очевидец», «Час суда», «Очевидец: самое смешное», «Очевидец: страшное», «Вечер с Тиграном Кеосаяном», «Рекламный облом» и «Сеанс для взрослых». В декабре 2012 года компания «Teleproiect» SRL получила лицензию на вещание и в 2013 году запустила телеканал «REN Moldova».

### Узбекистан
В Узбекистане телеканал был отключён в 2004 году из-за нелицеприятного освещения ситуации в стране.

### Кыргызстан
В 2000-х годах трансляция программ осуществлялась телеканалом «Пирамида». С середины 2010-х годов программы ретранслирует телеканал «РЕН ТВ Кыргызстан». Во время российских рекламных блоков телеканал размещает местную рекламу и объявления.

### Армения
В 2000-х годах программы «РЕН ТВ» шли на армянском телеканале «Шант».

### Азербайджан
В конце 1990-х годов программы «РЕН ТВ» шли на азербайджанском телеканале «Space TV».

### США
В Соединённых Штатах популярные программы телеканала «РЕН ТВ» транслировались американским русскоязычным телеканалом «Русский мир».

## Владельцы

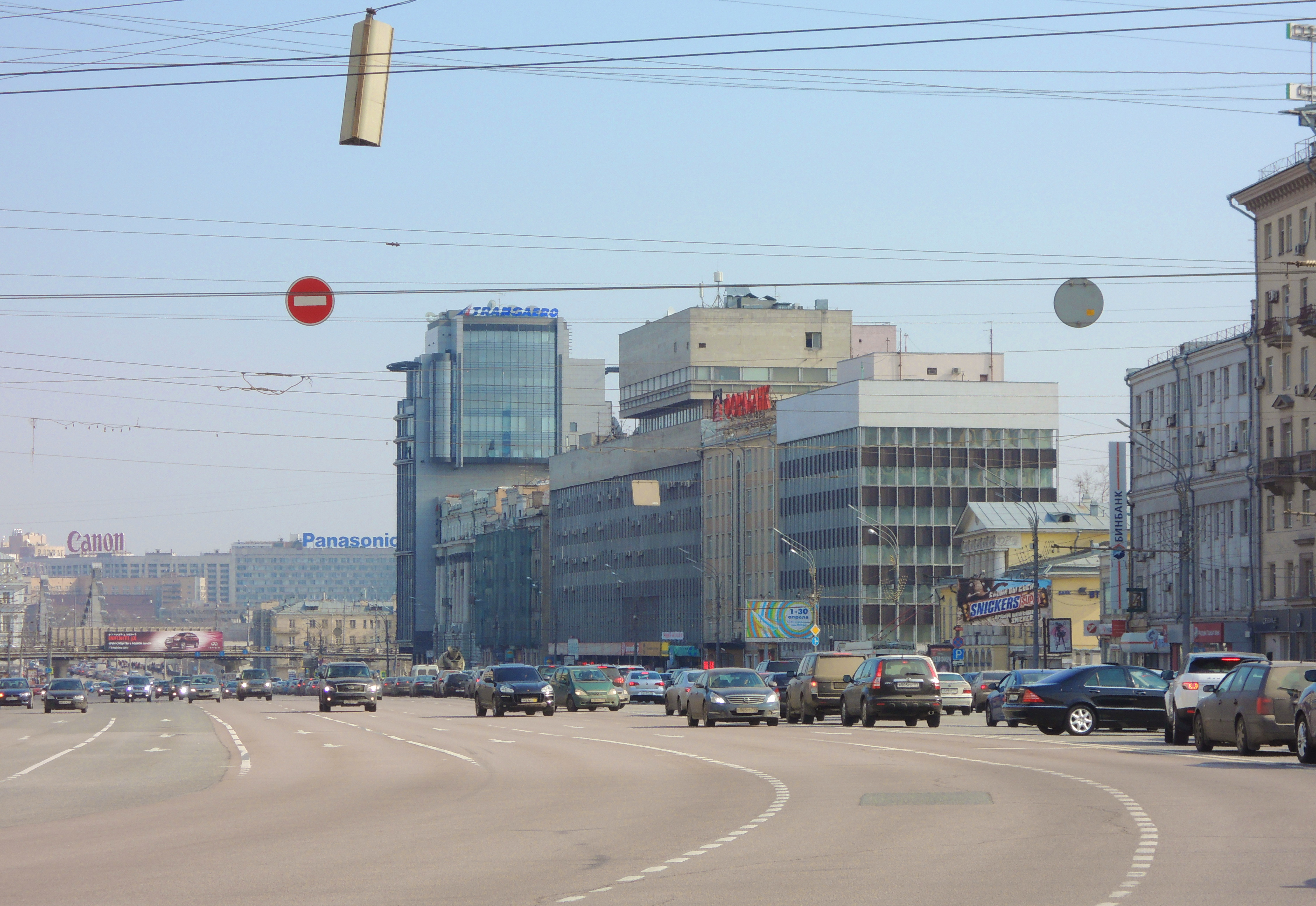
Зубовский бульвар, 17 — здание телекомпании в 1991—2016 годах

Август 2006 года
| Акционер           | Процент акций |
| ------------------ | ------------- |
| RTL Group          | 30 %          |
| «Северсталь-групп» | 35 %          |
| «Сургутнефтегаз»   | 35 %          |

Апрель 2007 года (по оценкам газеты «РБК daily»)
| Акционер           | Процент акций |
| ------------------ | ------------- |
| ИК Аброс           | 56 %          |
| RTL Group          | 30 %          |
| «Северсталь-групп» | 7 %           |
| «Сургутнефтегаз»   | 7 %           |

Аналитики видят три возможные основные причины изменений в составе акционеров. Первое заключается в том, что крупные компании предпочитают держаться подальше от информационной сферы во избежание проблем, особенно в преддверии выборов. Вторая же в том, что конкуренция на рынке телевидения обостряется. И в этих условиях тем, кто не является стратегическим инвестором, лучше покинуть бизнес компании. Третья причина — «РЕН ТВ» долгое время был неподконтрольным АП каналом. После же изменений в составе акционеров контрольным пакетом акций владеет ИК Аброс, которым, в свою очередь, владеет Виктор Мячин. В итоге, перед выборами в Госдуму подконтрольные Кремлю компании начали «подчищать» медийные активы.
В июне 2011 года холдинг Национальная Медиа Группа, подконтрольный акционерам банка «Россия» во главе с бизнесменом Юрием Ковальчуком, стал единственным владельцем телеканала «РЕН ТВ», увеличив свою долю в компании почти до 100 %. Холдинг подписал соглашение с европейским медиаконцерном RTL Group об обмене принадлежащими европейскому концерну 30 % акций «РЕН ТВ» на 7,5 % акций в Национальной Медиа Группе.
19 сентября 2013 года RTL Group продал свою долю в НМГ (7,5 %) и таким образом ушёл из России.

## Критика

### Дело «Симпсонов»
13 июня 2002 года адвокат Игорь Смыков подал в суд иск к каналу REN-TV с требованием прекращения трансляции мультсериалов «Симпсоны» и «Гриффины» (или, по крайней мере, переноса их показа на вечернее время) как «пропагандирующих гомосексуализм, насилие и жестокость». Также он требовал компенсацию в размере 50 тысяч рублей (в конечном итоге сумма была увеличена до 300 тысяч). Спустя почти три года, в апреле 2005 года, Хамовнический районный суд Москвы отклонил иск Игоря Смыкова. На слушании, на которое истец не явился, суд смотрел эпизод «If I’m Dyin’, I’m Lyin’». Некоторые участники судебного процесса смеялись во время просмотра.
Дело имело значительный общественный резонанс как в России, так и за рубежом (в интернете имеется несколько тысяч ссылок об этом деле в российских и зарубежных СМИ).
В марте 2005 года Госдума РФ на своём пленарном заседании приняла протокольное поручение к контролирующему в то время СМИ Минсвязи РФ о проверке законности трансляции вышеназванных мультсериалов. Мультсериалы «Симпсоны» и «Гриффины» будут выведены из сетки вещания «РЕН ТВ» в конце 2000-х годов в связи с изменением руководящего состава и всей программной политики телеканала.

### Цензура
24 ноября 2005 года от эфира REN-TV была отстранена ведущая итогового вечернего выпуска новостей Ольга Романова. Телеведущей программы «24» не позволили выйти в эфир передачи, которая должна была транслироваться на регионы в 21:30. По словам ведущей, её не пустили в студию программы трое охранников из частного охранного предприятия, которые не являлись сотрудниками телеканала. Позже Ольге Романовой не удалось попасть в эфир и в рамках московского выпуска, который должен был выйти в 23:30. Вместо неё выпуск новостей вышел в эфир с другим ведущим — Виталием Бузуевым. Впоследствии Романова оценила решение отстранить её от эфира как «человеческую глупость и дурацкое решение менеджмента».
В сентябре 2010 года канал отменил показ двух выпусков ток-шоу «Справедливость», где обсуждался закон «О полиции». Ведущий программы, заместитель председателя Комитета Государственной думы по бюджету и налогам Андрей Макаров, опроверг слухи о том, что отмена показа произошла по требованию МВД, заявив, что выпуски были сняты с эфира из-за опасений руководства канала.
Появление в апреле 2011 года главного редактора Владимира Тюлина повлекло за собой опасения, что на канале усилится цензура: якобы были составлены «чёрные списки» политиков, которых отныне было бы запрещено показывать в «Новостях 24». Среди них такие известные деятели оппозиции, как Борис Немцов и Гарри Каспаров.
1 августа 2014 года стало известно, что на «РЕН ТВ» закрывается программа «Неделя» с Марианной Максимовской, несмотря на то, что она имела высокие рейтинги на канале. По сообщениям пресс-службы телеканала, Максимовская приняла решение сосредоточиться на должности заместителя главного редактора, которая требует много сил и времени. Однако, по словам корреспондента программы Романа Супера, истинная причина закрытия может заключаться в том, что по многим вопросам позиция «Недели» отличалась от позиции аналитических программ на других каналах и от официальной позиции власти. В программе практически отсутствовала цензура, и единственным ограничением было «упоминание напрямую лидера нашей страны в негативном контексте». Также ушедший с телеканала в том же году ведущий новостей Алексей Суханов впоследствии вспоминал, что в последние годы его работы на «РЕН ТВ» на канале начался активный период ужесточения цензуры, особенно в том, что касалось освещения в эфире украинских новостей: «Царствовала одна точка зрения, и никаких других быть не могло. И только какими-то невероятно хитрыми способами и долгими переговорами с руководством я старался что-то выторговать. Но чем дальше, тем меньше у меня это получалось».

### Документальные фильмы лженаучного характера
Начиная с 2011 года, РЕН ТВ почти каждый день показывает документальные фильмы на тему теорий заговора, уфологии и альтернативной истории, городских легенд и т. д. Многие фильмы (все собственного производства РЕН ТВ) этой тематики критикуются учёными.
Представителями научного сообщества данные фильмы оцениваются как «сборная солянка научных сведений, намёков мистического свойства и „предсказаний Нострадамуса и Ванги“».
В 2011 году Учёный совет Государственного астрономического института (ГАИШ) опубликовал заявление, в котором призвал российских учёных не давать интервью телеканалам ТВ-3 и РЕН ТВ, в связи с изобилием на указанных каналах телепередач лженаучного характера, часто формирующихся «путём бессовестной компиляции различных частей научных передач с участием учёных-профессионалов с нанизыванием на эти научные части бредовых измышлений продюсеров и журналистов». В заявлении, в частности, отмечалось:
Мы, учёные ГАИШ, профессора и преподаватели Астрономического отделения физического факультета МГУ, выражаем своё возмущение и протест против грязных и бесстыдных методов работы некоторых СМИ, особенно телеканалов ТВ-3 и РЕН-ТВ. Программы этих каналов изобилуют телепередачами лженаучного содержания, которые одурачивают население страны.
Академик РАН А. М. Черепащук утверждает, что формирование передач таким образом является нарушением законодательства об авторском праве и наносит моральный ущерб учёным, предоставившим интервью. Доктор физико-математических наук Вячеслав Пилипенко, у которого сотрудники РЕН ТВ брали интервью, отметил, что в эфир телеканала попали вырванные из контекста фразы, полностью искажающие смысл сказанного им:
По-видимому, по мнению авторов фильма, «пиплу» гораздо интереснее надёрганные отовсюду «страшилки», чем серьёзный разговор о настоящих проблемах науки и общества. Таким образом, получается, что попытки информирования общества усилиями телевизионщиков сводятся лишь к дальнейшему погружению нашей страны в мракобесие.
В сентябре 2013 года на канале РЕН ТВ вышел фильм «Диагностика РАН», жанр которого скорее походил на пасквиль, чем на критику. После выхода фильма ряд учёных, принимающих участие в нём, выступили с открытыми заявлениями о том, что путём монтажа искусственно вырванных отдельных фраз авторами фильма был достигнут совершенно иной смысл. По итогам этого фильма Учёный совет Государственного астрономического института им. П. К. Штернберга МГУ им. М. В. Ломоносова выпустил заявление «по поводу грязных методов работы некоторых средств массовой информации и, прежде всего, телеканалов ТВ-3 и РЕН-ТВ» с целью предупреждения других учёных.
В статье религиоведа А. А. Бескова подробно разбираются примеры подтасовок исторических фактов в целом ряде телевизионных передач, выходивших на «РЕН ТВ» и посвящённых теме славянского язычества. В нескольких «документальных» передачах Игоря Прокопенко и Олега Шишкина на «РЕН ТВ» (2013, 2014, 2016, 2017 и др.) популяризируются псевдоисторические неоязыческие идеи (включая «арийскую» идею в варианте славянского неоязычества): происхождение славян от «ариев» («арийцев») из Гипербореи или Средней Азии (включая вариант инопланетного происхождения «ариев-гиперборейцев»), называемых также «расой белых богов»; связь славян с Индией; происхождение от славян древних цивилизаций; славяне как потомки богов; наличие у древних славян современных технологий и необычайных «энергетической силы»; неоязыческий символ «коловрат» как древнеславянский символ; христианство, насильно заставившее славян забыть своё великое прошлое; сокрытие всего этого «официальной наукой» и начало новой эры, эпохи возврата к традиции. Тема мифических «славянских рун» (якобы древней славянской письменности, существовавшей на Руси до её христианизации) отражена во многих передачах, выходивших на канале в 2013—2018 годах. Журналисты грубо искажают при пересказе тексты византийских текстов «Стратегикон» Маврикия и «История» Льва Диакона, а также Лаврентьевской летописи, а также используют другие приёмы, вводящие зрителя в заблуждение (например, пересказывая текст Лаврентьевской летописи, демонстрируют кадры, где показаны страницы «Боянова гимна», фальсифицированного источника, написанного руноподобными символами).
В феврале 2015 года телеканал получил Антипремию в рамках премии Министерства образования и науки РФ «За верность науке». Согласно положению об Антипремии, на неё номинируются «СМИ и другие организации, особенно активно распространявшие на широкую аудиторию лженаучную и антинаучную информацию в течение 2014 года».
28 января 2017 года на форуме «Учёные против мифов — 3» был показан документальный фильм «Анатомия Рен-ТВ. Территория мракобесия?», в котором критиковался подход телеканала к съёмкам фильмов, называемых «документальными». В материалах фигурировало интервью главного редактора портала «Антропогенез.ру» Александра Соколова, записанное для псевдодокументального фильма «Эволюция» из цикла «Территория заблуждений»: как оказалось, он получил перед съёмками список вопросов, состоявших из откровенно лженаучных заявлений. Беседовавшая с ним Евгения Саргина после съёмок объяснила подход канала тем, что он намерен не нести свет науки, а интриговать. В том же году очередные обвинения предъявил главный редактор научно-популярного портала «Футурист» Никита Сафонов: во время съёмок документального фильма «Цена цивилизации» записанное с ним интервью об искусственном интеллекте перемонтировали так, что в фильме были вставлены фразы, полностью противоречащие исходному смыслу.
В 2018 году в отношении ведущего Игоря Прокопенко был подан иск со стороны петербургского историка космонавтики Антона Первушина по обвинению в нарушении авторских прав и включению его цитат в неправильный контекст: по словам истца, в 2010 году Прокопенко вставлял его цитаты в псевдодокументальные фильмы, направленные в поддержку лунного заговора. Прокопенко иск не признал, заявив, что канал имеет право излагать в документальных фильмах все теории и гипотезы «от классических до самых смешных и фантастических».

### Необъективность и ложные сообщения в информационных программах
В сентябре 2015 года телеканал на своём сайте опубликовал новость о присутствии на митинге оппозиции «За сменяемость власти» в Марьино посла США в Москве Джона Теффта, снабдив её смонтированной фотографией из Twitter. На исходной фотографии Теффт общается с прессой около Большого Москворецкого моста на месте убийства Бориса Немцова. После разоблачения представители телеканала поменяли текст новости, указав, что им неизвестно, реальные ли это снимки.
В апреле 2018 года критике подвергся сюжет новостной программы телеканала, посвящённый отравлению Сергея Скрипаля и его дочери Юлии. Корреспондент Виталий Ханин попал в расположение больницы, где находился Скрипаль, после чего указал на табличку с текстом «Danger. Slippery floor surface». По мнению автора, на этой табличке было написано «Не входить. Держитесь подальше!», и «судя по всему, это единственная защита от того смертельно опасного вещества, которое в Англии называют „Новичок“». На самом деле, в переводе на русский текст с таблички означает «Осторожно, скользкий пол!». Позднее «РЕН ТВ» перемонтировал репортаж, убрав из него упоминание таблички на двери.

### Обвинение в пропаганде, нарушающей этику и нормы права
В апреле 2017 года Общественная коллегия по жалобам на прессу признала репортажи «РЕН ТВ» об Ильдаре Дадине пропагандой, нарушающей этику и нормы права. Согласно решению коллегии СПЧ, материалы телеканала «РЕН ТВ» представляют собой попытку оказать давление на общественное мнение, представить в негативном свете человека, лишённого свободы и не имеющего возможности ответить, защитить своё имя и свою репутацию.

### Санкции
В 2016 года Украина ввела санкции в отношении «РЕН ТВ» так как телеканал «формирует и распространяет новостной контент в соответствии с кремлевской политикой для целей оправдания действий России»
На фоне вторжения России на Украину, 16 декабря 2022 года, Евросоюз приостановил лицензию и запретил вещание «РЕН ТВ» в 27 странах Евросоюза «в целях противодействия проводимой Россией системной кампании дезинформации и манипуляции информацией, направленной на дестабилизацию соседних стран, ЕС и его государств-членов».
9 ноября 2023 года, Канада внесла «РЕН ТВ» в санкционный список против российских структур дезинформации и военной пропаганды за «распространение ложных нарративов и пропаганды, которую выдают за экспертное мнение, в попытке узаконить неоправданное нарушение Россией суверенитета и территориальной целостности Украины».

### Другое
В начале октября 2024 года стало известно, что сотрудник «РЕН ТВ» Айрат Ширяев выдавал себя за специального корреспондента Русской службы Би-би-си под именем «Марк Назаров», чтобы снимать мероприятия российских оппозиционеров в Европе и намеревался взять интервью у телеведущей Татьяной Лазаревой в городе Дюссельдорфе в Германии. Как выяснили журналисты Русской службы Би-би-си, Ширяев завёл WhatsApp и Telegram на британский номер телефона под именем Марк Назаров, а также создал почту с адресом marknazarov.bbc@gmail.com. Кроме того, он подделал пресс-карту корреспондента Би-би-си, допустив при этом ошибку в слове «valid», которое было написано через «w». В ответ на просьбу Би-би-си прокомментировать, Ширяев предложил «слиться в закат и не мешать работать» и затем Ширяев обвинил Би-би-си во лжи и написал: «идите *****. И Бибиси с собой заберите вместе с Лазаревой».